# Быльцыно (Владимирская область)
Быльцыно — деревня в Гороховецком районе Владимирской области России, входит в состав Денисовского сельского поселения.

## География
Деревня расположена на берегу реки Важня в 18 км на восток от центра поселения посёлка Пролетарский и в 20 км на юго-запад от Гороховца, в 3 км от ж/д станции Чулково на  линии Ковров — Нижний Новгород. 

## История
В XIX — первой четверти XX века деревня входила в состав Кожинской волости Гороховецкого уезда, с 1926 года — в составе Гороховецкой волости Вязниковского уезда. В 1859 году в деревне числилось 12 дворов, в 1905 году — 14 дворов, в 1926 году — 15 дворов.
С 1929 года деревня являлась центром Быльцинского сельсовета Гороховецкого района, с 1940 года — в составе Чулковского сельсовета, с 2005 года в составе Денисовского сельского поселения.

## Население
| 1859 | 1905 | 1926 | 2002 | 2010 | 2021 |
| ---- | ---- | ---- | ---- | ---- | ---- |
| 101  | ↘71  | ↘50  | ↘5   | ↘1   | →1   |